# サン・スポーツランド河北

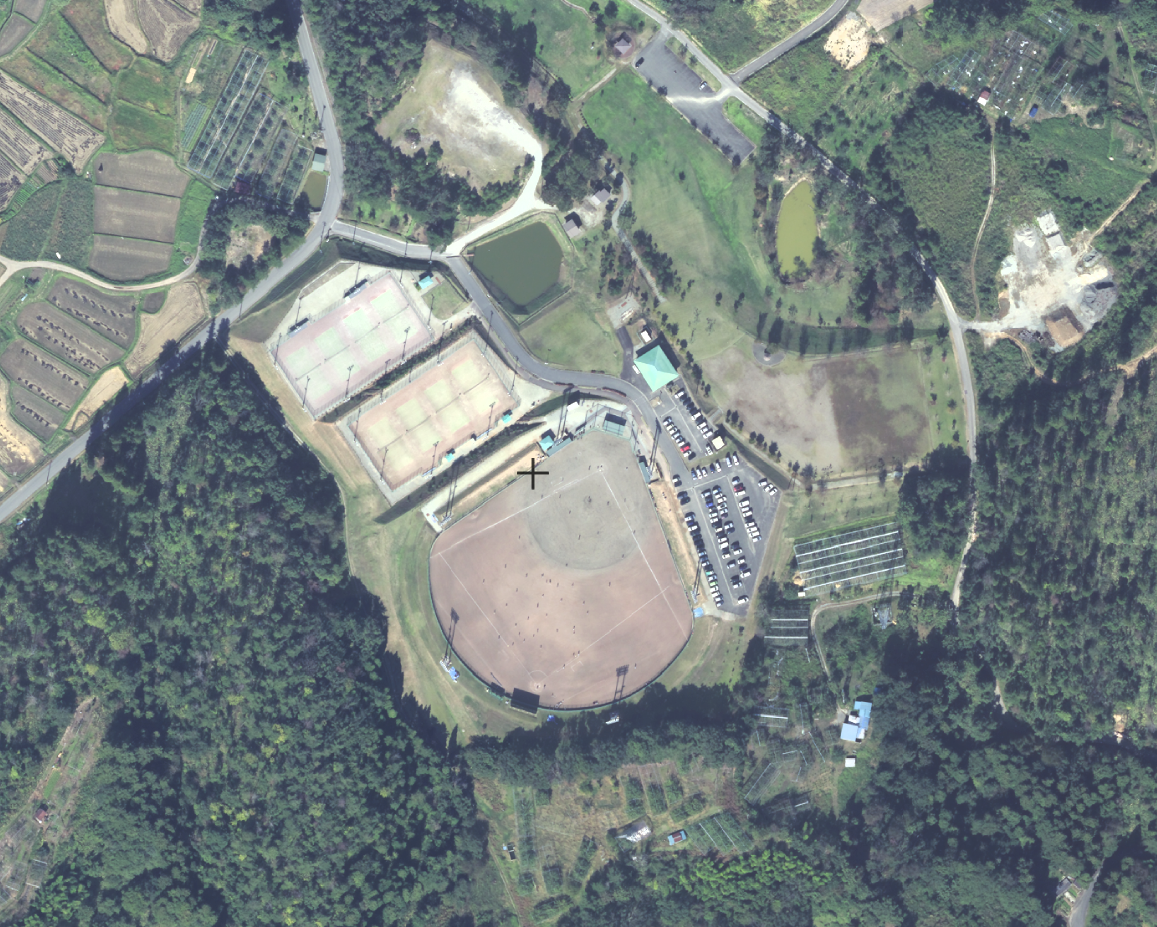
サン・スポーツランド河北

サン・スポーツランド河北（サン・スポーツランドかほく）は、山形県西村山郡河北町にあるスポーツ施設である。

## 概要
野球場と人工芝のテニスコートを兼ね備えたスポーツ施設である。どちらも照明設備があり、夜も利用可能。いずれも4月-11月まで運営し、冬季期間は利用不可となる。
2008年5月、河北町と楽天野球団が球場命名契約を締結し、愛称が楽天イーグルスべに花スタジアム河北となる。

### 施設概要
- 河北町民野球場
  - 両翼90m
  - 観客席600名収容
- テニスコート
  - 8面

## 所在地
- 山形県西村山郡河北町西里根際山4376-5

## 周辺
- ニューブラッサムガーデンクラブ